# قزقلعه (لوری)
قزقلعه (به لاتین: Kizkala) یک روستای متروکه در ارمنستان است که در استان لوری واقع شده است.